# Włodzimierz Zacharewicz
Włodzimierz Zacharewicz (ur. 25 września 1906, zm. ?) – polski funkcjonariusz komunistycznego aparatu bezpieczeństwa w stopniu podpułkownika.

## Życiorys
Od 15 listopada 1944 był kierownikiem Wydziału Ochrony Resortu Bezpieczeństwa Publicznego w Lublinie. Pod koniec kwietnia 1946 został powołany na szefa Oddziału Informacji Wojsk Bezpieczeństwa Wewnętrznego w Warszawie, a następnie od czerwca 1947 był szefem Oddziału Informacji Wojsk Bezpieczeństwa Wewnętrznego w Krakowie.